# Konzipist
Konzipist oder Konzipient ist eine Berufsbezeichnung, die überwiegend in Österreich-Ungarn verwendet wurde und heute in Österreich immer noch gebräuchlich ist.
Es handelt sich dabei zumeist um einen Beamten oder Angestellten, der von Berufs wegen Entwürfe und Konzepte (von lateinisch conceptus ‚das Zusammenfassen‘, concipere ‚erfassen‘, ‚in sich aufnehmen‘), Problemlösungen, Programme, Theorien etc. für seine jeweilige Institution zu entwickeln hatte. Als Vorstufe zu diesem Beruf war man Konzeptpraktikant oder Konzeptaspirant. Der Berufsbezeichnung des Konzipisten entspricht heute wohl am ehesten ein „Projektleiter“.
Franz Kafka arbeitete seit 1910 als Konzipist, er gehörte zu einer Betriebsabteilung, auf die er sich durch den Besuch von Vorlesungen über „Mechanische Technologie“ an der Deutschen Technischen Hochschule Prag vorbereitet hatte. Franz Grillparzer war 1812 Konzipist an der Hofbibliothek.
Unter Juristen in Österreich ist „Konzipient“ eine immer noch gängige Bezeichnung für einen Rechtsanwaltsanwärter, in Deutschland lautet die Bezeichnung für den Berufsanwärter „Referendar“ (§ 59 BRAO), in der Schweiz „Substitut“.